# Skrebni (przystanek kolejowy)
Skrebni (biał. Скрэбні; ros. Скребни) – przystanek kolejowy i posterunek odgałęźny w miejscowości Skrebni, w rejonie witebskim, w obwodzie witebskim, na Białorusi. Leży na linii Witebsk - Orsza.
Rozpoczyna się tu 6-kilometrowy odcinek jednotorowy biegnący na południe do przystanku Sauczanki. Linia w kierunku Witebska jest dwutorowa.
Do 2019 nosił nazwę 19 km.